# Si sigmoide
Els dos sins sigmoides (per la forma de corba en sigma o essa) són sins venosos dins del crani. Cadascun (dret i esquerre) rep la sang d'un si transvers, abocant la sang a la vena jugular interna corresponent.